# Ministero dell'integrazione europea (Romania)
Il Ministero dell'integrazione europea  (in rumeno: Ministerul Integrării Europene) è stato un dicastero del governo rumeno responsabile del coordinamento e della preparazione dell'adesione della Romania all'Unione europea, della partecipazione e coordinamento nazionale del processo decisionale e dell'adozione delle posizioni della Romania negli affari europei, dell'elaborazione e coordinamento attuativo della strategia di sviluppo regionale.
Il ministero è stato abolito il 4 aprile 2007. Il suo successore è stato il Dipartimento per gli affari europei (2007-2011), subordinato al Primo ministro e guidato da un segretario di Stato. Il 20 settembre 2011 il Dipartimento per gli affari europei è diventato Ministero degli affari europei, guidato dal ministro Leonard Orban. Il 21 dicembre 2012 è stato ridenominato Ministero dei fondi europei.

## Lista dei ministri
| Controllo di autorità | VIAF (EN) 131174251 |